# Silene kingii
Silene kingii là loài thực vật có hoa thuộc họ Cẩm chướng. Loài này được (S. Watson) Bocquet miêu tả khoa học đầu tiên năm 1967.